# 400-as vasúti fővonal
A 400-as vasúti fővonal Románia egyik vasúti fővonala a Brassó – Madéfalva – Déda – Dés – Nagybánya – Szatmárnémeti nyomvonalon, 560 km hosszan.

## Részei
- Brassó–Sepsiszentgyörgy–Kézdivásárhely-vasútvonal egy része Brassó és Sepsiszentgyörgy között
- Sepsiszentgyörgy–Madéfalva–Egyedhalma-vasútvonal egy része Sepsiszentgyörgy és Madéfalva között
- Madéfalva–Gyergyószentmiklós-vasútvonal Madéfalva és Gyergyószentmiklós között
- Marosvásárhely–Déda–Gyergyószentmiklós-vasútvonal egy része Gyergyószentmiklós és Déda között (másik része a 405-ös vasúti mellékvonalhoz tartozik)
- Szeretfalva–Déda-vasútvonal Déda és Szeretfalva között
- Dés–Beszterce-vasútvonal egy része Szeretfalva és Dés között
- Dés–Zsibó–Zilah-vasútvonal egy része Dés és Zsibó között (másik része a 412-es vasúti mellékvonalhoz tartozik)
- Zsibó–Nagybánya-vasútvonal Zsibó és Nagybánya között
- Szatmárnémeti–Nagybánya-vasútvonal Nagybánya és Szatmárnémeti között

## Mellékvonalak
- 401 Kisilva – Szálva – Dés – Apahida – Kolozsvár (131 km)
- 402 Nagyvárad–Székelyhíd–Érmihályfalva–Nagykároly–Szatmárnémeti–Halmi (154 km)
- 403 Brassó – Bodzaforduló (36 km)
- 404 Sepsiszentgyörgy–Kovászna–Bereck (66 km)
- 405 Déda – Marosvásárhely – Marosludas – Székelykocsárd (114 km)
- 406 Borgóbeszterce – Szeretfalva – Nagysajó – Marosludas (140 km)
- 408 Marosvásárhely–Szováta–Parajd (82 km, megszűnt)
- 409 Szálva–Alsóvisó–Visóvölgy–Máramarossziget (118 km)
- 410 Visóvölgy–Borsa (55 km) – magántulajdonban, üzemen kívül
- 412 Zsibó–Zilah–Sarmaság–Nagykároly (112 km)
- 413 Székelyhíd–Margitta–Sarmaság (87 km)
- 417 Szatmárnémeti–Bikszád (52 km)
- 418 Kisilva – Óradna (21 km)
- 421 Érmihályfalva–Nyírábrány (9 km)
- 422 Nagykároly–Ágerdőmajor (9 km)
- 423 Barnabás – Máramarossziget – Taracköz (63 km)